# Старобогдановка (Оренбургская область)
Старобогдановка — село в Пушкинском сельсовете Красногвардейского района Оренбургской области.
Расположено на правом берегу реки Ток, высота центра селения над уровнем моря — 182 м, расстояние до Оренбурга — 137 км.
В селе по улице Центральной находится школа (не работающая), там же фельдшерско-акушерский пункт и избирательный пункт. Ранее в селе функционировал сельский клуб, позже он был переоборудован в склад, который ныне тоже закрыт.
Единственный памятник в селе заброшен, на нём (в 1990 году) установлена мемориальная доска в связи с юбилеем села (150 лет).
Рядом с селом есть подвесной мост через реку Ток.

## Население
| 2010 |
| ---- |
| 204  |

## Фотогалерея

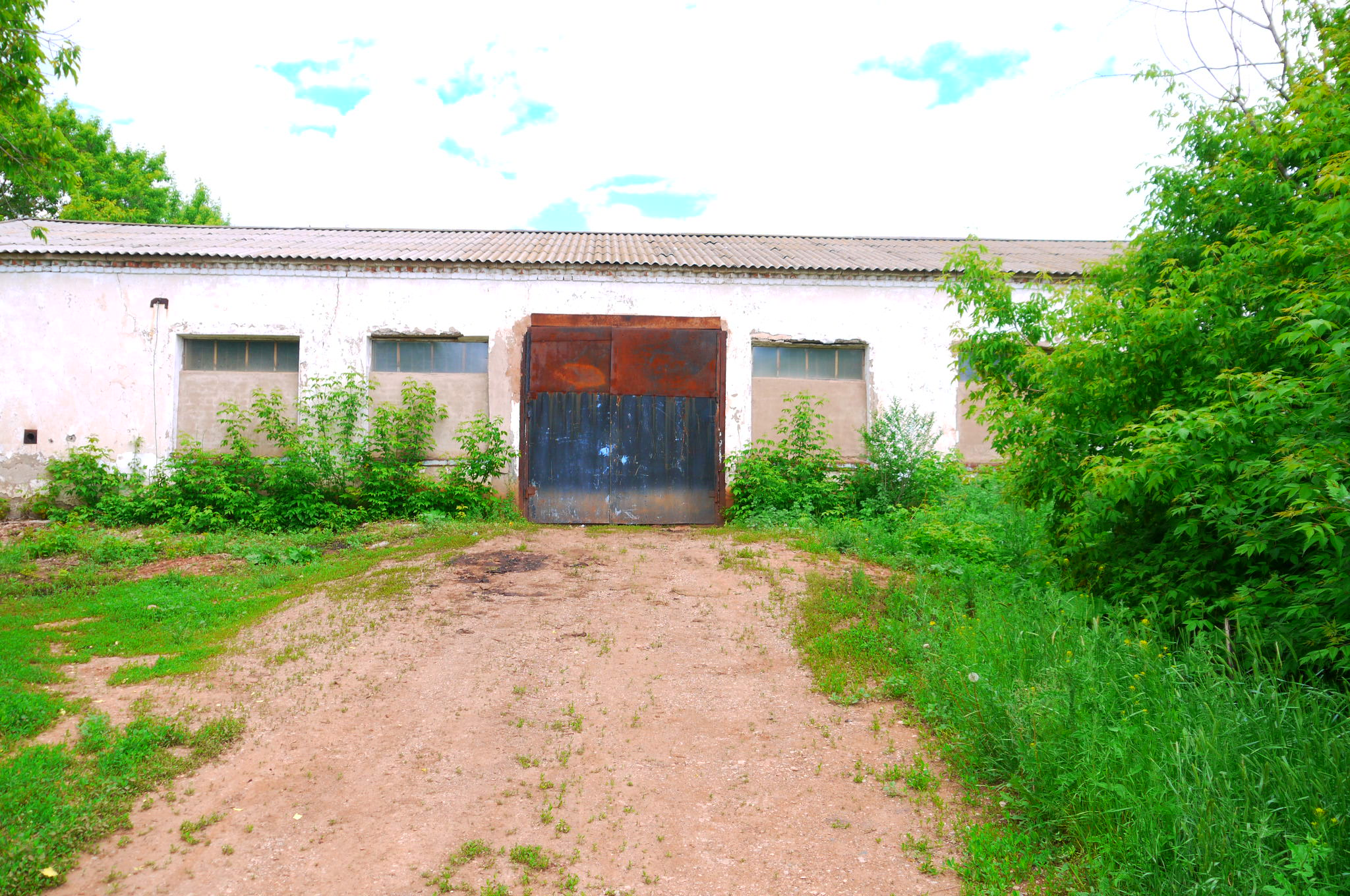
Сельский клуб
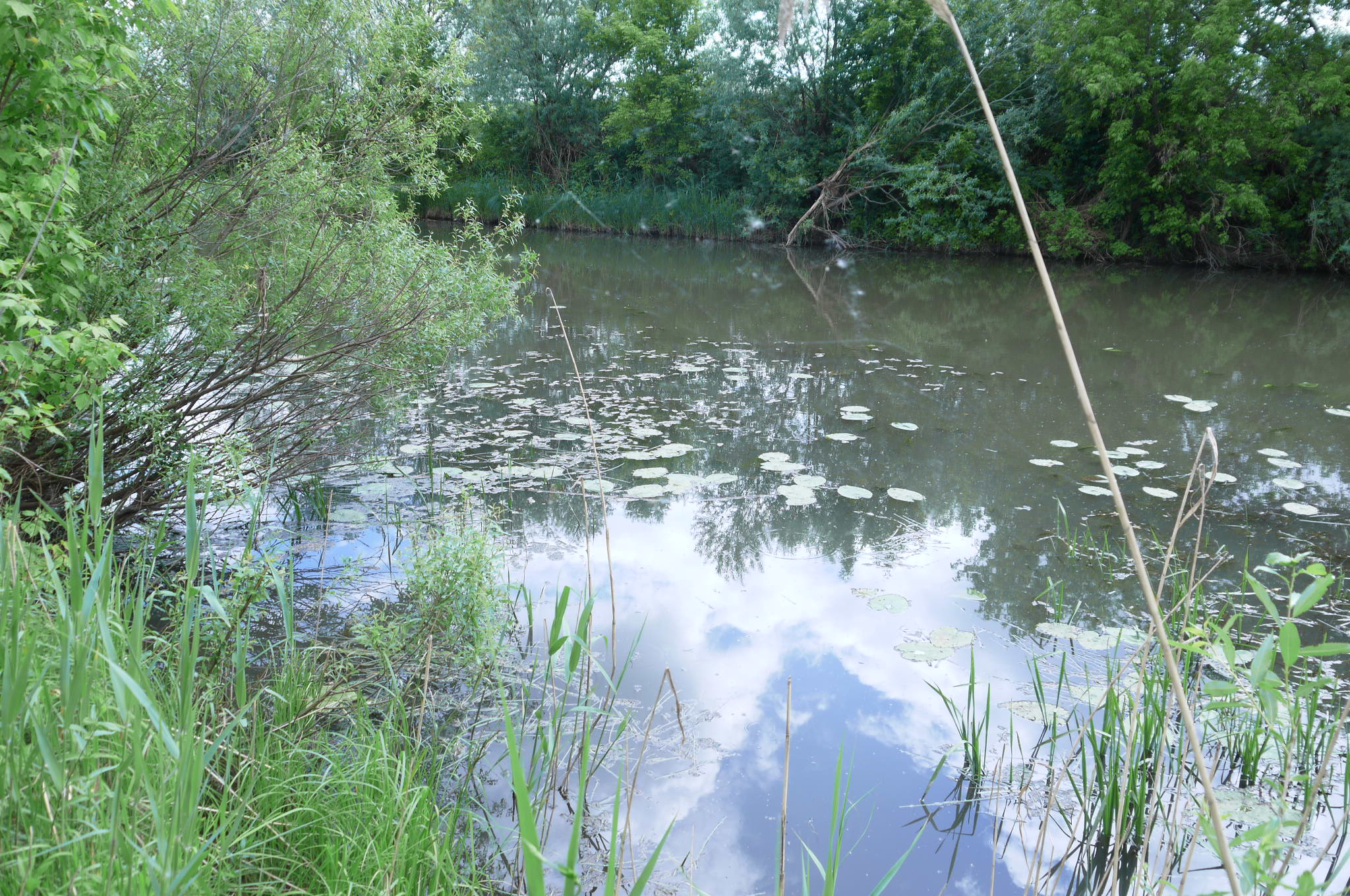
Река Ток вблизи Старобогдановки
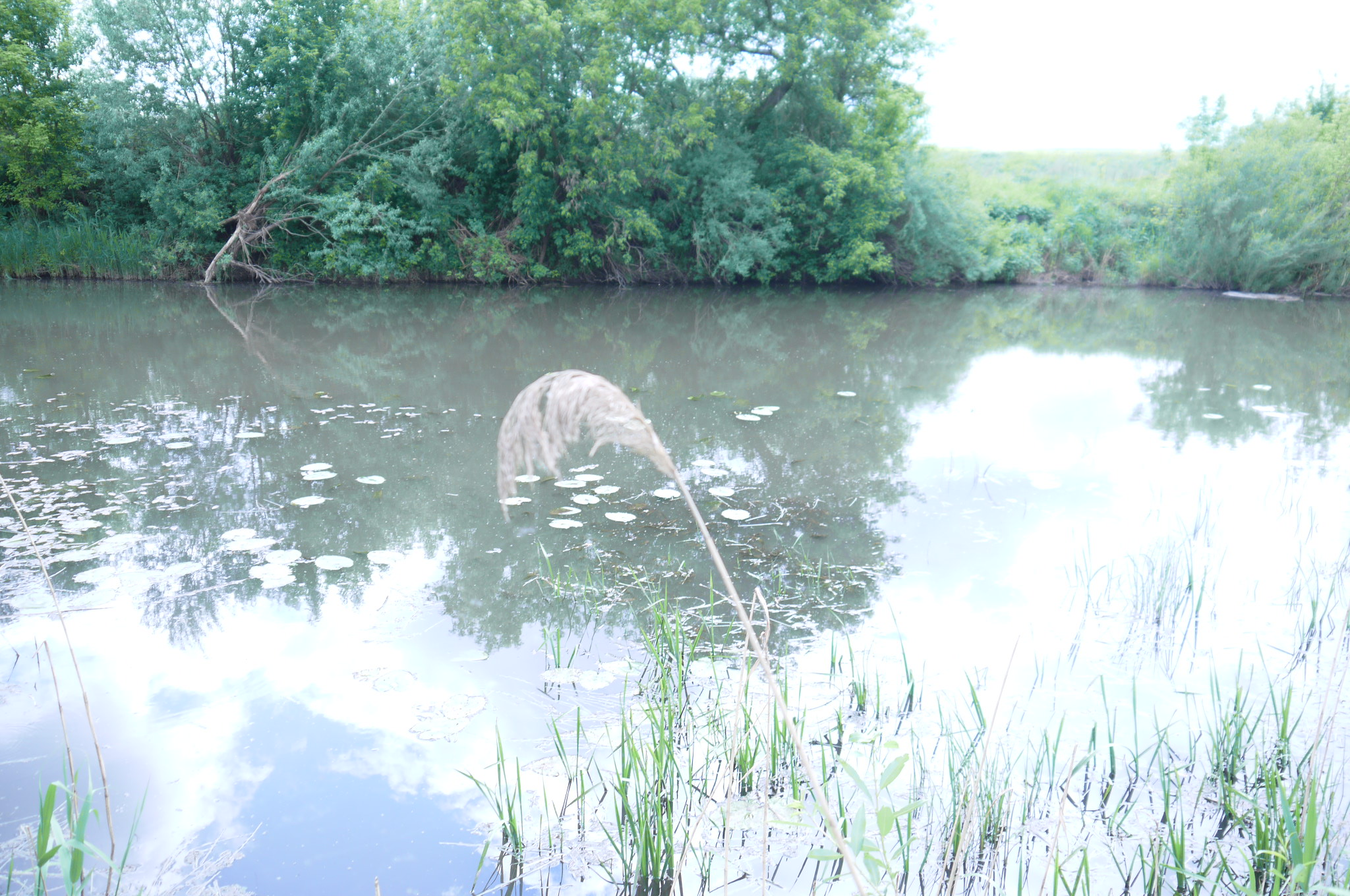
Река Ток в Старобогдановке
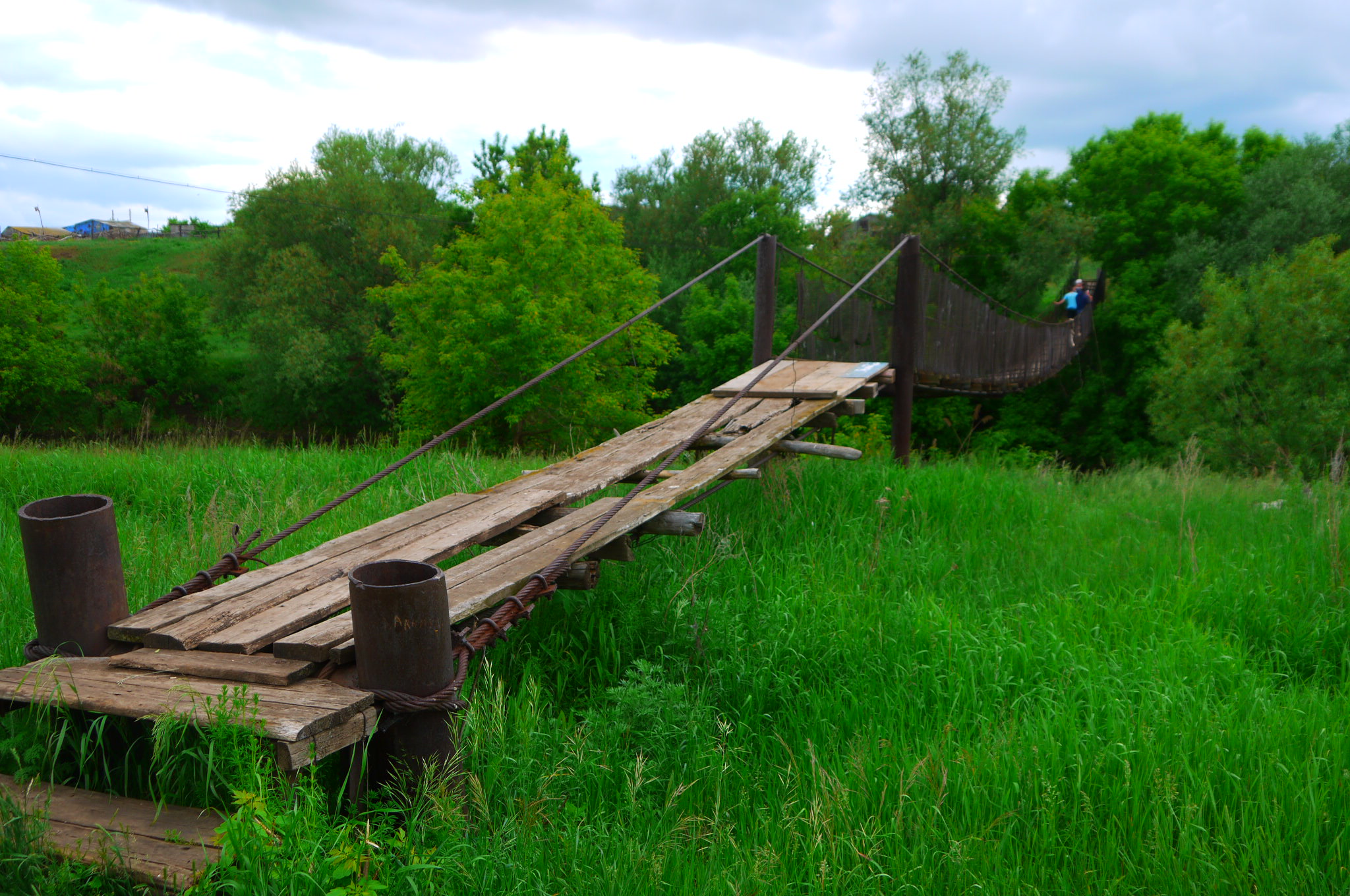
Подвесной мост над рекой Ток
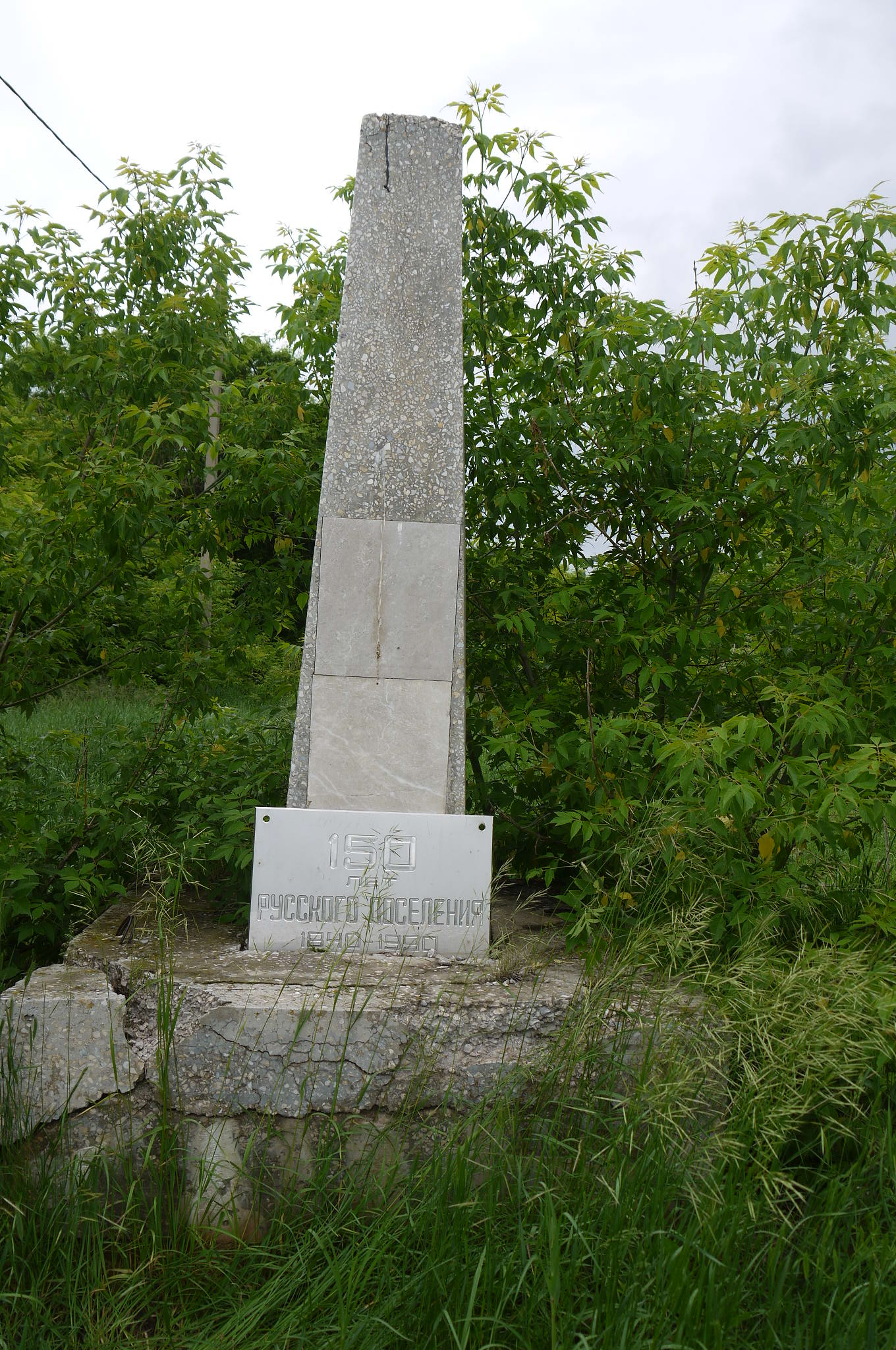
Памятник в селе Старобогдановка
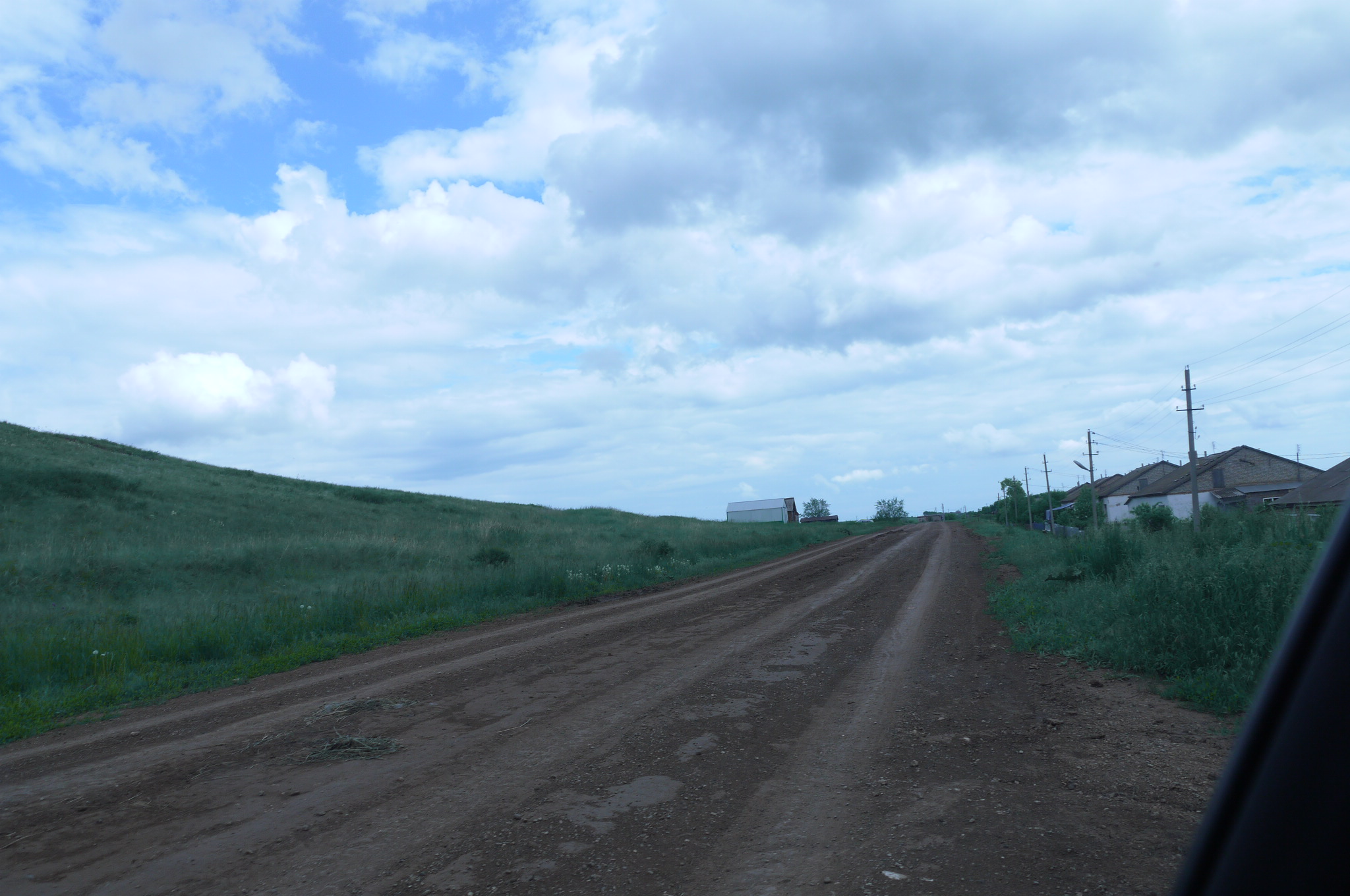
Улица Молодежная
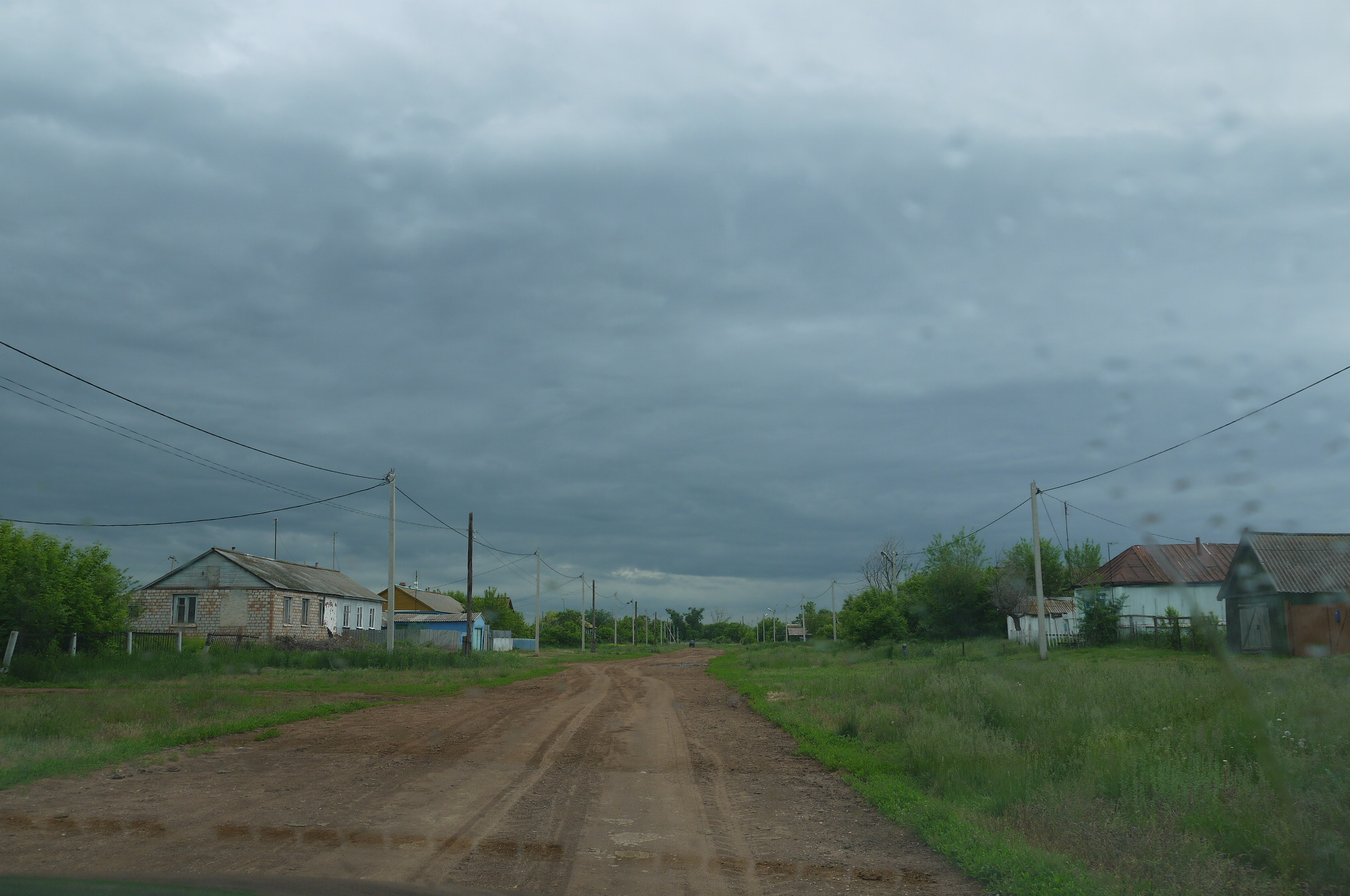
Улица Центральная